# 灰磘 (蘆洲區)
灰磘，是新北市蘆洲區的一個地名，位在此區西南部，西鄰二重疏洪道。

## 歷史
日治時代至戰後，灰磘是一片沼澤地。1980年代，為配合五股洲後村遷村，開發為重劃區。

## 設施
- 蘆洲忠義廟
- 成功國小